# Prionapteryx albicostalis
Prionapteryx albicostalis là một loài bướm đêm trong họ Crambidae.